# Elencos da Torku Sekerspor
A equipa ciclista profissional turca Torku Sekerspor tem tido, durante toda a sua história, os seguintes elencos:

## Hemus 1896-Vivelo

### 2010
| Nome                 | Nascimento | Nacionalidade | Equipa de 2009               |
| Pawlin Balinski      | 05/02/1989 | Bulgária      | Neoprofissional              |
| Miroslav Denev       | 23/01/1990 | Bulgária      | Neoprofissional              |
| Nedko Diankov        | 19/11/1989 | Bulgária      | Neoprofissional              |
| Jevgeni Gerganov     | 01/10/1975 | Bulgária      | Hemus 1896-Troyan            |
| Jovtscho Jowtschev   | 27/0/1991  | Bulgária      | Neoprofissional              |
| Vladimir Koev        | 31/08/1979 | Bulgária      | Hemus 1896-Troyan            |
| Ahmed Metin          | 19/07/1987 | Bulgária      | Cycling Clube Bourgas (2008) |
| Miroslav Mintschev   | 17/01/1989 | Bulgária      | Cycling Clube Bourgas (2008) |
| Daniel Petrov        | 31/10/1982 | Bulgária      | Hemus 1896-Troyan            |
| Pavel Schumanov      | 14/11/1968 | Bulgária      | Hemus 1896-Troyan            |
| Swetoslav Tschanliev | 03/08/1973 | Bulgária      | Hemus 1896-Troyan            |
| Rino Zampilli        | 07/03/1984 | Itália        | Hemus 1896-Troyan            |

## Konya Torku Şeker Spor-Vivelo

### 2011
| Nome                    | Nascimento | Nacionalidade | Equipa de 2010                     |
| Muhammet Atalay         | 15/05/1989 | Turquia       | Neoprofissional                    |
| Pavlin Balinski         | 05/02/1989 | Bulgária      | Hemus 1896-Vivelo                  |
| Secaattin Dazkirli      | 10/03/1990 | Turquia       | Neoprofissional                    |
| Evgeni Gerganov         | 01/10/1975 | Bulgária      | Hemus 1896-Vivelo                  |
| Miraç Kal               | 07/08/1987 | Turquia       | Neoprofissional                    |
| Muhammet Eyüp Karagöbek | 06/10/1989 | Turquia       | Neoprofissional                    |
| Vladimir Koev           | 31/08/1979 | Bulgária      | Hemus 1896-Vivelo                  |
| Huseyin Ozcan           | 20/01/1988 | Turquia       | Neoprofissional                    |
| Danail Petrov           | 05/02/1978 | Bulgária      | Madeinox-Boavista                  |
| Daniel Petrov           | 31/10/1982 | Bulgária      | Hemus 1896-Vivelo                  |
| Mustafa Sayar           | 22/04/1989 | Turquia       | Neoprofissional                    |
| Serhat Sert             | 01/01/1987 | Turquia       | Neoprofissional                    |
| Svetoslav Tchanliev     | 03/08/1973 | Bulgária      | Hemus 1896-Vivelo                  |
| Selçuk Türkçetin        | 25/07/1987 | Turquia       | Neoprofissional                    |
| Stefano Zanichelli      | 25/03/1986 | Itália        | Neoprofissional                    |
| Stanislav Zaraliev      | 10/02/1988 | Bulgária      | Ex-pro (Heraklion-Nessebar-Kastro) |

## Konya Torku Seker Spor

### 2012
| Nome               | Nascimento | Nacionalidade | Equipa de 2011                |
| Bekir Baki Akirsan | 01/11/1991 | Turquia       | Neoprofissional               |
| Muhammet Atalay    | 15/05/1989 | Turquia       | Konya Torku Şeker Spor-Vivelo |
| Nazym Bakirci      | 29/05/1986 | Turquia       | Neoprofissional               |
| Usta Behcet        | 08/02/1985 | Turquia       | Neoprofissional               |
| Volodymyr Bileka   | 06/02/1979 | Ucrânia       | Amore & Vita                  |
| Ilhan Celik        | 10/06/1993 | Turquia       | Neoprofissional               |
| Secaattin Dazkirli | 10/03/1990 | Turquia       | Konya Torku Şeker Spor-Vivelo |
| Ivaïlo Gabrovski   | 31/01/1978 | Bulgária      | Neoprofissional               |
| Sergiy Grechyn     | 09/06/1979 | Ucrânia       | Amore & Vita                  |
| Miraç Kal          | 07/08/1987 | Turquia       | Konya Torku Şeker Spor-Vivelo |
| Fatih Keles        | 31/03/1993 | Turquia       | Neoprofissional               |
| Yuriy Metlushenko  | 04/01/1976 | Ucrânia       | Amore & Vita                  |
| Ahmet Örken        | 12/03/1993 | Turquia       | Neoprofissional               |
| Huseyin Ozcan      | 20/01/1988 | Turquia       | Konya Torku Şeker Spor-Vivelo |
| Rasim Reis         | 16/11/1992 | Turquia       | Neoprofissional               |
| Mustafa Sayar      | 22/04/1989 | Turquia       | Konya Torku Şeker Spor-Vivelo |

1. ↑  Desde 25 de maio.

## Torku Sekerspor

### 2013
| Nome               | Nascimento | Nacionalidade | Equipa de 2012         |
| Ahmet Akdilek      | 10/03/1988 | Turquia       | Salcano-Arnavutkoy     |
| Bekir Baki Akirsan | 01/11/1991 | Turquia       | Konya Torku Şeker Spor |
| Muhammet Atalay    | 15/05/1989 | Turquia       | Konya Torku Şeker Spor |
| Nazim Bakirci      | 29/05/1986 | Turquia       | Konya Torku Şeker Spor |
| Usta Behcet        | 08/02/1985 | Turquia       | Konya Torku Şeker Spor |
| Ilhan Celik        | 10/06/1993 | Turquia       | Konya Torku Şeker Spor |
| Secaattin Dazkirli | 10/03/1990 | Turquia       | Konya Torku Şeker Spor |
| David de la Fuente | 04/05/1981 | Espanha       | Caja Rural             |
| Sergiy Grechyn     | 09/06/1979 | Ucrânia       | Konya Torku Şeker Spor |
| Miraç Kal          | 07/08/1987 | Turquia       | Konya Torku Şeker Spor |
| Yuriy Metlushenko  | 04/01/1976 | Ucrânia       | Konya Torku Şeker Spor |
| Andrey Mizourov    | 16/03/1973 | Cazaquistão   | Amore & Vita           |
| Ahmet Örken        | 12/03/1993 | Turquia       | Konya Torku Şeker Spor |
| Huseyin Özcan      | 20/01/1988 | Turquia       | Konya Torku Şeker Spor |
| Rasim Reis         | 16/11/1992 | Turquia       | Konya Torku Şeker Spor |
| Mustafa Sayar      | 22/04/1989 | Turquia       | Konya Torku Şeker Spor |
| Serhat Sert        | 01/01/1987 | Turquia       | Neoprofissional        |

1. ↑  Desde 1 de novembro.
2. ↑  Até 31 de outubro.

### 2014
| Nome               | Nascimento | Nacionalidade | Equipa de 2013  |
| Ahmet Akdilek      | 10/03/1988 | Turquia       | Torku Sekerspor |
| Bekir Baki Akirsan | 01/11/1991 | Turquia       | Torku Sekerspor |
| Muhammet Atalay    | 15/05/1989 | Turquia       | Torku Sekerspor |
| Nazim Bakirci      | 29/05/1986 | Turquia       | Torku Sekerspor |
| Juan José Cobo     | 11/02/1981 | Espanha       | Movistar Team   |
| David de la Fuente | 04/05/1981 | Espanha       | Torku Sekerspor |
| Sergiy Grechyn     | 09/06/1979 | Ucrânia       | Torku Sekerspor |
| Miraç Kal          | 07/08/1987 | Turquia       | Torku Sekerspor |
| Fatih Keleş        | 31/03/1993 | Turquia       | Neoprofissional |
| Fethullah Köse     | 01/01/1995 | Turquia       | Neoprofissional |
| Yuriy Metlushenko  | 04/01/1976 | Ucrânia       | Torku Sekerspor |
| Ahmet Örken        | 12/03/1993 | Turquia       | Torku Sekerspor |
| Rasim Reis         | 16/11/1992 | Turquia       | Torku Sekerspor |
| Feritcan Şamlı     | 29/01/1994 | Turquia       | Neoprofissional |

### 2015
| Nome               | Nascimento | Nacionalidade | Equipa de 2014       |
| Ahmet Akdilek      | 10/03/1988 | Turquia       | Torku Sekerspor      |
| Bekir Baki Akirsan | 01/11/1991 | Turquia       | Torku Sekerspor      |
| Ismail Aksoy       | 10/08/1989 | Turquia       | Neoprofissional      |
| Muhammet Atalay    | 15/05/1989 | Turquia       | Torku Sekerspor      |
| Nazim Bakirci      | 29/05/1986 | Turquia       | Torku Sekerspor      |
| Sergiy Grechyn     | 09/06/1979 | Ucrânia       | Torku Sekerspor      |
| Miraç Kal          | 07/08/1987 | Turquia       | Torku Sekerspor      |
| Fatih Keleş        | 31/03/1993 | Turquia       | Torku Sekerspor      |
| Fethullah Köse     | 01/01/1995 | Turquia       | Torku Sekerspor      |
| Tomasz Marczynski  | 06/03/1984 | Polónia       | CCC Polsat Polkowice |
| Ahmet Örken        | 12/03/1993 | Turquia       | Torku Sekerspor      |
| Rasim Reis         | 16/11/1992 | Turquia       | Torku Sekerspor      |
| Feritcan Şamlı     | 29/01/1994 | Turquia       | Torku Sekerspor      |
| Kevin Seeldraeyers | 12/09/1986 | Bélgica       | Wanty-Groupe Gobert  |

1. ↑  Até 15 de setembro.

### 2016
| Nome               | Nascimento | Nacionalidade | Equipa de 2015  |
| Ahmet Akdilek      | 10/03/1988 | Turquia       | Torku Sekerspor |
| Bekir Baki Akirsan | 01/11/1991 | Turquia       | Torku Sekerspor |
| Ismail Aksoy       | 10/08/1989 | Turquia       | Torku Sekerspor |
| Muhammet Atalay    | 15/05/1989 | Turquia       | Torku Sekerspor |
| Nazim Bakirci      | 29/05/1986 | Turquia       | Torku Sekerspor |
| Fatih Keleş        | 31/03/1993 | Turquia       | Torku Sekerspor |
| Fethullah Köse     | 01/01/1995 | Turquia       | Torku Sekerspor |
| Ahmet Örken        | 12/03/1993 | Turquia       | Torku Sekerspor |
| Rasim Reis         | 16/11/1992 | Turquia       | Torku Sekerspor |
| Feritcan Şamlı     | 29/01/1994 | Turquia       | Torku Sekerspor |
| Mustafa Sayar      | 22/04/1989 | Turquia       | Jilun Shakeland |

1. ↑  Desde 1 de abril.

### 2017
| Nome                | Nascimento | Nacionalidade | Equipa de 2016  |
| Ahmet Akdilek       | 10/03/1988 | Turquia       | Torku Sekerspor |
| Muhammet Atalay     | 15/05/1989 | Turquia       | Torku Sekerspor |
| Nazim Bakirci       | 29/05/1986 | Turquia       | Torku Sekerspor |
| Serkan Balkan       | 28/03/1994 | Turquia       | Neoprofissional |
| Ivan Balykin        | 26/11/1990 | Rússia        | GM Europa Ovini |
| Luca Chirico        | 16/07/1992 | Itália        | Bardiani CSF    |
| Halil Ibrahim Dilek | 12/10/1998 | Turquia       | Neoprofissional |
| Fatih Keleş         | 31/03/1993 | Turquia       | Torku Sekerspor |
| Ahmet Örken         | 12/03/1993 | Turquia       | Torku Sekerspor |
| Batuhan Özgür       | 01/02/1998 | Turquia       | Neoprofissional |
| Rasim Reis          | 16/11/1992 | Turquia       | Torku Sekerspor |
| Feritcan Şamlı      | 29/01/1994 | Turquia       | Torku Sekerspor |
| Mustafa Sayar       | 22/04/1989 | Turquia       | Torku Sekerspor |

1. ↑  Desde 9 de junho.

### 2018
| Nome                | Nascimento | Nacionalidade | Equipa de 2017         |
| Fethi Acar          | 01/01/1996 | Turquia       | Neoprofissional        |
| Ahmet Akdilek       | 10/03/1988 | Turquia       | Torku Sekerspor        |
| Muhammet Atalay     | 15/05/1989 | Turquia       | Torku Sekerspor        |
| Nazim Bakirci       | 29/05/1986 | Turquia       | Torku Sekerspor        |
| Onur Balkan         | 10/03/1996 | Turquia       | Neoprofissional        |
| Serkan Balkan       | 28/03/1994 | Turquia       | Torku Sekerspor        |
| Ivan Balykin        | 26/11/1990 | Rússia        | Torku Sekerspor        |
| Halil Ibrahim Dilek | 12/10/1998 | Turquia       | Torku Sekerspor        |
| Ahmet Örencik       | 10/04/1999 | Turquia       | Neoprofissional        |
| Batuhan Özgür       | 01/02/1998 | Turquia       | Torku Sekerspor        |
| Cristian Raileanu   | 24/01/1993 | Moldávia      | Team Differdange-Losch |
| Feritcan Şamlı      | 29/01/1994 | Turquia       | Torku Sekerspor        |